# جادوانگی (فیلم ۱۹۹۸)
جادوانگی (به انگلیسی: Immortality) یا دانش تمساح‌ها فیلمی محصول سال ۱۹۹۸ و به کارگردانی پو-چی لیانگ است. در این فیلم بازیگرانی همچون جود لا، الینا لوونسن، تیموتی اسپال، کری فاکس، جک دونپورت و کالین سالمون ایفای نقش کرده‌اند.